# ルートヴィヒスシュタット
ルートヴィヒスシュタット (ドイツ語: Ludwigsstadt, ドイツ語発音: [ˈluːtvɪçsʃtat]) は、ドイツ バイエルン州 オーバーフランケン行政管区のクローナハ郡北部に位置する都市。

## 地理
ルートヴィヒスシュタットは、バイエルン州に属する自治体で、レンシュタイク北部に位置する。この市の周辺地域はフランケンヴァルトやテューリンゲン・シーファー山地を形成している。ルートヴィヒスシュタットはロキッツ川に面しており、州境から約4kmほど離れた位置にある。

### 自治体の構成
以下の6つの市区からなる。
- ルートヴィヒスシュタット
- オッテンドルフ
- エーバースドルフ
- ラウエンハイン
- ラウエンシュタイン
- シュタインバッハ・アン・デア・ハイデ

公式には21の地区 (Ort) が、これらの市区に属す。このうち孤立農場などを除く集落を以下に列記する。
| - エベーネ - エーバースドルフ - ラウエンハイン | - ラウエンシュタイン - ルートヴィヒスシュタット - オーバーノイヒュッテンドルフ | - オッテンドルフ - シュプリンゲルホーフ - シュタインバッハ・アン・デア・ハイデ |

## 歴史
この市の市区の一つであるラウエンシュタインは、1222年の史料に「Lewinsteine」の名で現れ、1490年に都市権を獲得した。ルートヴィヒスシュタットは、1945年まではプロプストツェラ（テューリンゲン州）と協力的な関係にあったが、その後1990年までソヴィエト管理区域あるいは東ドイツとの国境駅となっていた。

## 行政

### 市議会
市議会は、第一市長を含めて17議席である。

### 紋章
紋章の図柄：銀地。緑の土地に、赤い衣をまとい金の翼をもった大天使ミカエルが画面いっぱいに描かれる。ミカエルは、左手に金の十字架がついた銀の杖、右手に秤を持っている。その秤の下がった方の皿には裸の人間が、上がった方には悪魔が描かれている。

## 文化と見所

### 博物館
- スレート博物館：単純な家内工業から工場生産まで様々なスレート板製品の製造に重点を置いた博物館。
- ラウエンシュタイン城：中世の山城で、錠と鍵、照明器具、15世紀から19世紀の家具、武器、甲冑などを展示する博物館となっている。

### 催し物
- ブルクフェスタ：2年に1度、6月第4週の週末に催される。
- エーベルスドルフ地区の教会祭：毎年、8月6日から12日の間にある日曜日に行われる。
- 射撃祭：毎年、7月後半。
- ルートヴィヒスシュタット地区の教会祭：9月末。

## 経済と社会基盤

### 地元企業
- Confiserie Burg Lauenstein, 様々な種類の菓子製造、特にプラリーヌ（チョコレート・ボンボンの一種）が有名
- Wela-Trognitz, スープ、ブイヨン、ソース、香辛料、珍味などの加工食品、デザートの製造
- Christoph Jahn Erben, ビール醸造
- Karl Küfner KG, フィルターと織機部品の製造
- WOM - World Of Medicine, 医薬品

## 引用
1. ↑  https://www.statistikdaten.bayern.de/genesis/online?operation=result&code=12411-003r&leerzeilen=false&language=de Genesis-Online-Datenbank des Bayerischen Landesamtes für Statistik Tabelle 12411-003r Fortschreibung des Bevölkerungsstandes: Gemeinden, Stichtag (Einwohnerzahlen auf Grundlage des Zensus 2011)
2. ↑  Max Mangold, ed (2005). Duden, Aussprachewörterbuch (6 ed.). Dudenverl. p. 520. ISBN 978-3-411-04066-7
3. ↑  Bayerische Landesbibliothek Online